# Sereno (Cataguases)
Sereno de Cataguases é um distrito do município brasileiro de Cataguases, estado de Minas Gerais. Banhado pelo Ribeirão Meia Pataca, o distrito localiza-se a nordeste da sede municipal, da qual dista cerca de 10 quilômetros. Foi criado em 15 de abril de 1903 pela lei municipal n° 168.